# Намастерський
Намастерський (Монастирський) (пол. Namasterski potok) — гірська річка в Україні, в Самбірському районі Львівської області. Правий доплив Борині (басейн Дністра).

## Опис
Довжина потоку приблизно 3,20 км, найкоротша відстань між витоком і гирлом — 3,16 км, коефіцієнт звивистості потоку — 1,01. Формується багатьма безіменними гірськими струмками та 1 загатою. Потік тече у межах Стрийсько-Сянської Верховини (частина Українських Карпат).

## Розташування
Бере початок на південно-східних схилах гори Ясевець (863 м). Тече на північний схід і в смт Бориня впадає у потік Бориню, лівий доплив Стрию.

## Цікавий факт
- У селищі Бориня потік перетинає автошлях Т 1423[4].